# 王丽梅
王丽梅（1962年—），山东寿光人，汉族，中华人民共和国政治人物、第十二届全国人民代表大会黑龙江地区代表。
毕业于北京大学光华管理学院工商管理专业。2013年，被选为全国人大代表。